# Sanford (Caroline du Nord)
Pour les articles homonymes, voir Sanford.
La ville de Sanford est le siège du comté de Lee, situé en Caroline du Nord, aux États-Unis.

## Démographie
| 1880 | 1890 | 1900  | 1910  | 1920  | 1930  |
| ---- | ---- | ----- | ----- | ----- | ----- |
| 236  | 367  | 1 044 | 2 282 | 2 977 | 4 253 |

| 1940  | 1950   | 1960   | 1970   | 1980   | 1990   |
| ----- | ------ | ------ | ------ | ------ | ------ |
| 4 960 | 10 013 | 12 253 | 11 716 | 14 773 | 14 475 |

| 2000   | 2010   | - | - | - | - |
| ------ | ------ | - | - | - | - |
| 23 220 | 28 094 | - | - | - | - |